# Hans-Joachim Noack
Hans-Joachim Noack (* 22. April 1940 in Berlin; † 17. August 2020) war ein deutscher Journalist und Publizist.

## Leben
Er begann seine journalistische Laufbahn 1968 als Reporter für die Süddeutsche Zeitung und die Frankfurter Rundschau. 1983 wechselte er zum Spiegel, für den er bis 2005 tätig war – zuletzt als Leiter des Ressorts Deutsche Politik.
Er lebte mit seiner Ehefrau in Hamburg.

## Auszeichnungen
- 1971/72: Theodor-Wolff-Preis[4]
- 1978: Egon-Erwin-Kisch-Preis für „Wie Conny, der Bär, wieder tanzen lernt“ (PDF; 78 kB), in Frankfurter Rundschau (12. August 1978)
- 1981: Theodor-Wolff-Preis

## Publikationen
- Hans-Joachim Noack: Helmut Schmidt. Die Biographie. Rowohlt Verlag, Berlin 2008, ISBN 978-3-87134-566-1.
- Hans-Joachim Noack, Wolfram Bickerich: Helmut Kohl. Die Biographie. Rowohlt Verlag, Berlin 2010, ISBN 978-3-87134-657-6.
- Hans-Joachim Noack, Willy Brandt: ein Leben, ein Jahrhundert, Rowohlt Berlin, Berlin 2013, ISBN 978-3-87134-645-3.
- Hans-Joachim Noack, Die Weizsäckers. Eine deutsche Familie. Siedler Verlag, 2019, ISBN 978-3-8275-0079-3.